# Schöffenhaus (Solingen)

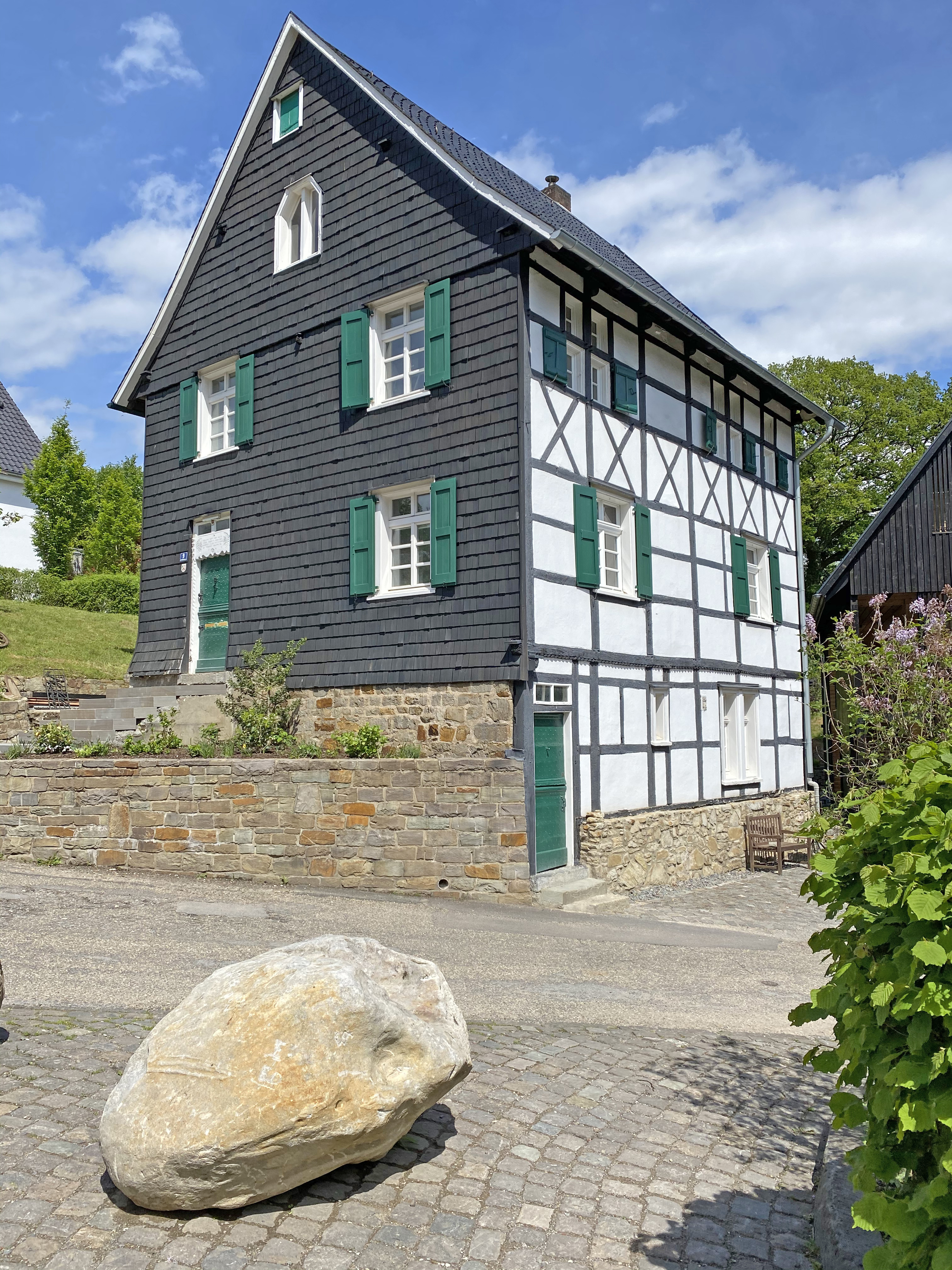
Schöffenhaus (2021)

Das Schöffenhaus, auch Herdersches Haus genannt, ist ein historisches Fachwerkhaus in der bergischen Großstadt Solingen.

## Lage
Das Gebäude befindet sich im Solinger Stadtteil Merscheid abseits der geschlossenen städtischen Bebauung in der Hofschaft Dahl, die im Talgrund des Viehbachtals liegt. Dort befindet es sich am Nordrand der Hofschaft und bildet mit dem benachbarten Richterhaus ein sehenswertes Ensemble.

## Geschichte
Das Schöffenhaus wurde vermutlich Mitte des 17. Jahrhunderts in der Hofschaft Dahl errichtet, die seit dem 14. Jahrhundert nachweisbar ist. Der Name Schöffenhaus wird auf den Schöffen Heinrich Mertes zurückgeführt, der das Haus einst bewohnte. Im 18. Jahrhundert wurde das Haus von dem Messerfabrikanten Peter Herder bewohnt, von dem auch die Türinschrift mit der Jahreszahl 1747 zeugt. Daher stammt auch der Beiname Herdersches Haus.
Am 13. Februar 1985 wurde das Haus als Baudenkmal unter der laufenden Nummer 525 in die Solinger Denkmalliste eingetragen. Die gesamte Hofschaft Dahl wurde zudem 1990 als Denkmalbereich ausgewiesen.
Bei der denkmalgerechten Sanierung des Gebäudes wurde u. a. die Schindelfassade an der Giebelseite erneuert.

## Architektur

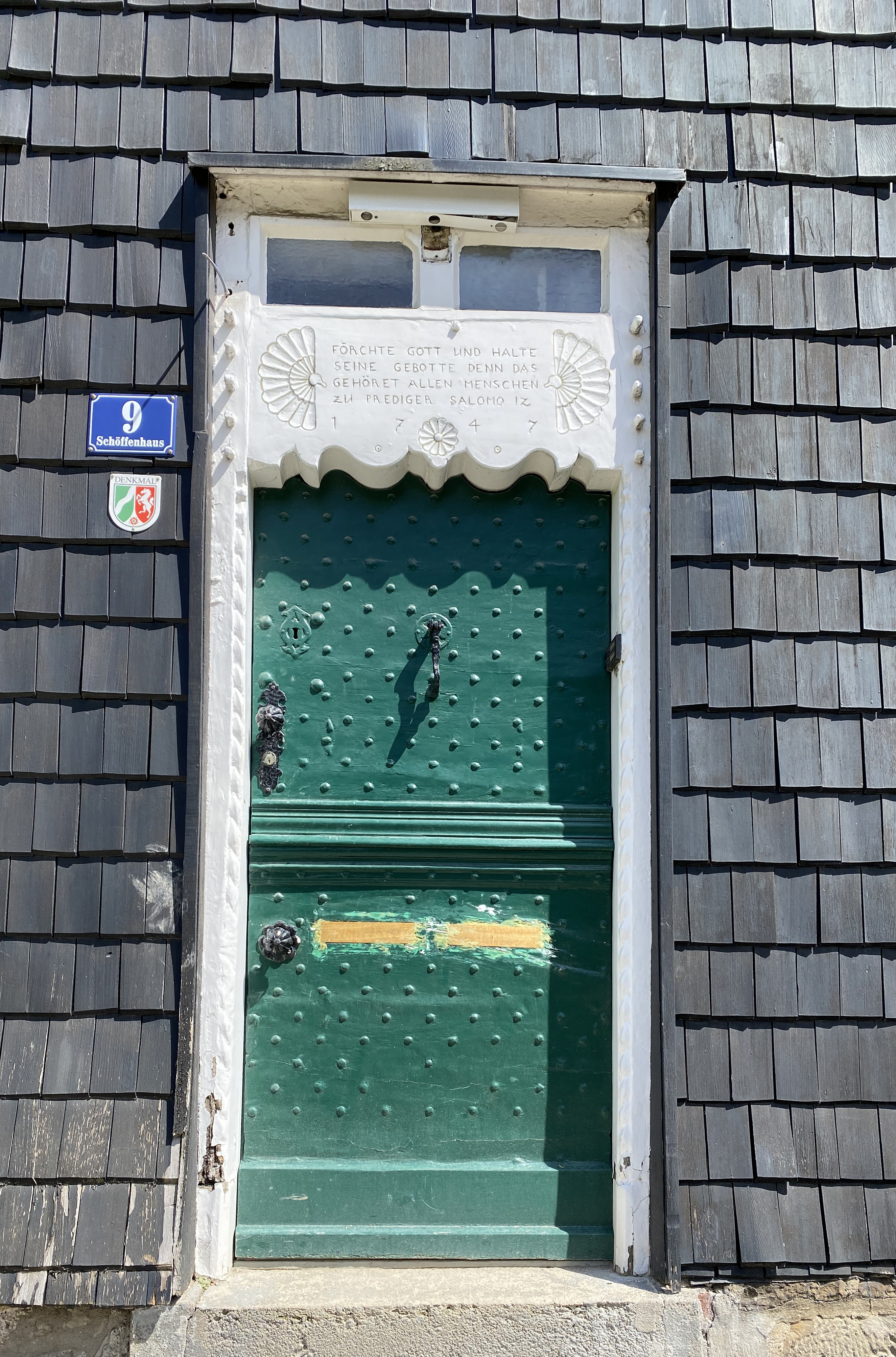
Haustür mit Inschrift (2021)

Das zweigeschossige Fachwerkgebäude mit Satteldach wurde auf einem Natursteinsockel errichtet. Bemerkenswert ist die Giebelseite des Hauses, die nicht mit Schiefer verkleidet wurde, sondern mit Holzschindeln versehen ist. Dies entspricht der traditionellen Weise, in der Bergische Haus vor der Witterung geschützt wurde. Da eine Schindelfassade allerdings ihrerseits sehr witterungsanfällig war, wurde diese ab dem 18. Jahrhundert fast flächendeckend durch eine Schieferverkleidung ersetzt. Bei dem Schöffenhaus hat sie sich jedoch erhalten.
Die zweiteilige und mit Nägeln beschlagene Haustür des Schöffenhauses befindet sich ebenfalls an der Giebelseite des Hauses. Bekrönt wird sie durch eine Inschrift mit Sinnspruch und Datierung auf das Jahr 1747:

„FÖRCHTE GOTT UND HALTE//SEINE GEBOTTE DENN DAS//GEHÖRET ALLEN MENSCHEN//ZU. PREDIGER SALOMO 12//1747“

Die fachwerksichtige Fassade des Schöffenhauses verfügt als Zierelement über eine Reihe von Andreaskreuzen. Im Untergeschoss befindet sich eine weitere, schlichtere Tür.